# Loreen (singel)
Loreen – utwór muzyczny niemieckiej piosenkarki Sandry wydany w 1986 roku na jej albumie Mirrors.

## Ogólne informacje
Utwór napisali Michael Cretu, Frank Peterson i Klaus Hirschburger, a wyprodukowali go Michael Cretu i Armand Volker. Został on wydany jako trzeci singel z albumu Mirrors jesienią 1986, razem z piosenką „Don’t Cry (The Breakup of the World)” na stronie B. W przeciwieństwie do poprzednich, tanecznych singli Sandry, piosenka „Loreen” była balladą utrzymaną w wolnym tempie. Singel spotkał się ze średnim sukcesem w Niemczech i Szwajcarii.

## Lista utworów
- 7" / 12" single

A. „Loreen” – 4:17
B. „Don’t Cry (The Breakup of the World)” – 4:49

## Pozycje na listach
| Lista (1986)                 | Najwyższa pozycja |
| ---------------------------- | ----------------- |
| Niemcy (Media Control)       | 23                |
| Szwajcaria (Singles Top 100) | 29                |